# Campeonato Mundial de Tosquia de Ovelhas
O Campeonato do Mundo de Tosquia (ou Tosa) de Ovelhas é uma competição de tosa de ovelhas que acontece a cada 2 anos.
O objetivo do esporte é simples: Com uma tesoura própria, cada competidor deve tosquiar (ou tosar) sua ovelha no menor tempo possível. Os maiores especialistas da área são os neozelandeses, que inclusive detém o recorde mundial (20 segundos).
Em 2012 aconteceu o 50º Campeonato, e foi sediado no Molyneux Park Stadium, na cidade de Alexandra.